# Maamora (Bouira)
Maamora (în arabă المعمورة) este o comună din provincia Bouira, Algeria.
Populația comunei este de 3.652 de locuitori (2008).